# 357.ª Divisão de Infantaria (Alemanha)
A 357ª Divisão de Infantaria (em alemão:357. Infanterie-Division) foi uma unidade militar que serviu no Exército alemão durante a Segunda Guerra Mundial.

## Comandantes
| Comandante                         | Data                                        |
| ---------------------------------- | ------------------------------------------- |
| Generalleutnant Wolfgang von Kluge | 1 de dezembro de 1943 - 1 de abril de 1944  |
| Generalmajor Knut Eberding         | 1 de abril de 1944 - 10 de maio de 1944     |
| Generalmajor Norbert Holm          | 10 de maio de 1944 - 12 de setembro de 1944 |
| Generalleutnant Josef Rintelen     | 12 de setembro de 1944 - 8 de maio de 1945  |

## Área de operações
| Frente Oriental, setor central | de março de 1944 - outubro de 1944 |
| Polônia                        | outubro de 1944 - dezembro de 1944 |
| Hungria & Checoslováquia       | dezembro de 1944 - maio de 1945    |